# Mníšek nad Hnilcom (stacja kolejowa)
Mníšek nad Hnilcom – stacja kolejowa znajdująca się we wsi Mníšek nad Hnilcom w kraju koszyckim na linii kolejowej 173 Margecany – Červená Skala na Słowacji.